# Сельское поселение Абашево
Сельское поселение Абашево — муниципальное образование в Хворостянском районе Самарской области.
Административный центр — село Абашево.

## География
По территории сельского поселения Абашево протекает река Чагра.

## История
Село Абашево Хворостянского района основали переселенцы из Пензенской губернии в 1776 году. Первоначальное название села было «Пензино».
Историческим событием для жителей села стало окончание строительства церкви Святой великомученицы Софии в 1799 году.
Построена церковь на средства помещика (князя) генерал-майора Александра Васильевича Урусова.
22 октября 1884 года в приходе Пензино была открыта одноклассная церковно-приходская школа. Школа имела своё здание, обучалось в ней 21 мальчик и 13 девочек. Учителем в ней работала Рождественская Надежда Ивановна до 1917 года.
После Октябрьской революции церковно-приходская школа преобразована в начальную школу, в которой было 4 класса. Первыми учителями начальной школы были супруги Пётр Титович и Мария Павловна Акимовы. Они проработали в ней до 1935-36 годов.
В 2001 году газифицированы жилые дома и объекты соцкультбыта во всех населённых пунктах поселения.

## Административное устройство
В состав сельского поселения Абашево входят:
- село Абашево,
- село Орловка,
- деревня Толстовка.

## Население
| 2010 | 2015 | 2016 | 2017 | 2018 | 2019 | 2021 |
| ---- | ---- | ---- | ---- | ---- | ---- | ---- |
| 722  | 732  | 744  | 743  | 741  | 745  | 745  |

По переписи 2010 года в сельском поселении Абашево насчитывалось 287 частных домохозяйств.